# クリエイターズグループMAC
株式会社クリエイターズグループMAC（クリエイターズグループマック）は、東京都港区赤坂にある、パナソニックグループの広告企画制作会社。

## 沿革
- 1956年2月  - 前身のナショナル宣伝研究所設立
- 1987年11月 - 社名を現在の「クリエイターズグループMAC」に改称
- 2011年2月  - 現在地に事務所を移転

## 主な広告賞受賞
- 広告電通賞
- 朝日広告賞
- 日経広告賞
- 日本産業広告賞
- 読売広告大賞
- フジサンケイグループ広告大賞
- 新聞広告賞
- 日本雑誌広告賞
- 消費者のためになった広告コンクール
- The New York Festivals International Advertising Awards

ほか

## 会社所在地
- 東京都港区赤坂3丁目3番5号 住友生命山王ビル 2階